# Antonio Lucio Villegas
Antonio Lucio-Villegas Escudero fue un empresario y político español, procurador a Cortes durante el período franquista.

## Biografía
Ingeniero de minas. Fue miembro de la Asamblea Nacional en 1927, durante la dictadura del general Primo de Rivera.
Militante falangista desde 1937, fue consejero delegado de la sociedad Duro Felguera y de otras muchas sociedades públicas y privadas.
Fue procurador de representación sindical en la I Legislatura de las Cortes Españolas (1943-1946) por los empresarios del Sindicato Nacional del Combustible.